# Бухеєнь
Бухеєнь, Бухеєні (рум. Buhăeni) — село у повіті Ясси в Румунії. Входить до складу комуни Андрієшень.
Село розташоване на відстані 353 км на північ від Бухареста, 45 км на північний захід від Ясс.

## Населення
За даними перепису населення 2002 року у селі проживали 567 осіб, усі — румуни. Усі жителі села рідною мовою назвали румунську.